# 丙察察湍蛙
丙察察湍蛙（学名：Amolops binchachaensis），一种分布于中国云南省与西藏自治区交界地带怒江一支流河谷中的两栖动物，隶属于蛙科湍蛙属。模式产地为云南贡山独龙族怒族自治县丙中洛镇秋那桶村。

## 物种对比
丙察察湍蛙与林芝湍蛙（Amolops nyingchiensis）相似，但丙察察湍蛙体型更小（雄蛙体长约50mm，雌蛙约65mm）；背侧褶窄，向后不达胯部；头体背面为浅黄色，具褐色云碎斑点，吻棱下和眼后至腋部黑色，背侧褶下缘黑色，上领白色，体侧与体背浅黄色；四肢背面浅黄色，后肢股背面有3-4条黑横纹，胫背面有黑横纹3～4条；咽喉至胸前部乳黄色，腹部和四肢腹面乳黄色。